# Cyrtarachne perspicillata possoica
Cyrtarachne perspicillata là một phân loài nhện trong họ Araneidae.
Loài này thuộc chi Cyrtarachne. Cyrtarachne perspicillata possoica được Anna Maria Sibylla Merian miêu tả năm 1911.